# Переключение классов антител

Механизм переключения классов антител

Переключе́ние кла́ссов антите́л, или переключе́ние кла́ссов иммуноглобули́нов, или переключе́ние изоти́пов (англ. immunoglobulin class switching), — процесс переключения B-лимфоцита (B-клетки) с синтеза антител одного класса на синтез антител другого класса, например, с иммуноглобулинов M (IgM) на иммуноглобулины G (IgG). В ходе переключения классов константная часть локуса IGH, кодирующего тяжёлую цепь антител, претерпевает изменения, в то время как вариабельный участок остаётся неизменным. Так как вариабельный участок антитела не меняется, его антигенная специфичность остаётся прежней, и антитело продолжает распознавать тот же эпитоп.

## Механизм
В кластере генов IGH присутствует несколько генов константных доменов антител, которые экспрессируются в определённой последовательности в комбинации с одним и тем же геном, кодирующим вариабельный домен. У человека гены в кластере IGH располагаются в последовательности: Cμ, Cδ, Cγ3, Cγ1, Cα1, Cγ2, Cγ4, Cε, Cα2, а у мыши — Сμ, Сδ, Сγ3, Сγ1, Сγ2b, Cγ2a, Cε, Cα. Между Cγ1 и Сα1 у человека располагается псевдоген, гомологичный Cε мыши. 
Переключение классов происходит в зрелой B-клетке после её активации при участии мембраносвязанной молекулы антитела или B-клеточного рецептора. В результате B-клетка начинает производить антитела другого класса, то есть с другой константной частью тяжёлой цепи, но с тем же вариабельным доменом, который был сформирован за счёт V(D)J-рекомбинации в незрелой B-клетке.
Наивные B-клетки производят антитела классов IgM и IgD, которым соответствуют два первых сегмента тяжёлых цепей в иммуноглобулиновом локусе. После активации антигеном B-клетки приступают к пролиферации. Если их поверхностные молекулы CD40 и CD154 или рецепторы цитокинов свяжутся с определёнными сигнальными молекулами (при участии T-хелперов), то в B-клетках происходит переключение классов антител, и они начинают вырабатывать антитела классов IgG, IgA или IgE. Благодаря переключению классов дочерние клетки, происходящие от одной B-клетки, секретируют антитела разных изотипов или подтипов (например, IgG1, IgG2 и другие). 
Процесс, ответственный за переключение классов антител, называется рекомбинационным переключением классов (англ. class switch recombination, CSR). В ходе CSR некоторые гены локуса тяжёлой цепи антитела удаляются, и образовавшиеся на месте разрывов концы соединяются, в результате чего образуется функциональный участок, кодирующий антитело другого изотипа. Двуцепочечные разрывы, образующиеся при CSR, происходят в районе консервативных нуклеотидных мотивов, называемых участками переключения (S-участками). S-участки имеют последовательности GAGCT или GGGGGT. Переключению предшествует их полимеризация (до 150 повторов). В начале процесса переключения происходит сближение полимерных S-участков и формируется петля, в которую попадают С-гены, расположенные между V-геном и C-геном, который в дальнейшем будет экспрессироваться. По краям петли вносятся два двуцепочечных разрыва по двум S-участкам при участии разнообразных ферментов, среди которых: индуцируемые активацией цитидиндезаминазы (англ. activation-induced (cytidine) deaminase, AID), урацил-ДНК-гликозилаза, апиримидиновые/апуриновые (AP) эндонуклеазы; они получают доступ к ДНК благодаря предшествующему ремоделированию хроматина. Фрагмент ДНК между двумя S-участками удаляется из хромосомы, в результате чего гены константных доменов тяжёлых цепей μ и δ вырезаются и замещаются соответствующими генами тяжёлых цепей γ-, ε- или α-типа. Сшивание свободных концов ДНК происходит в ходе негомологичного соединения концов, благодаря чему ген вариабельного домена соединяется с геном нужного типа константного домена тяжёлой цепи. Концы ДНК могут быть соединены и без негомологичного соединения концов — путём микрогомологичного соединения концов. За исключением IgD и IgM, в определённый момент времени B-клетка образует антитела только одного класса. Хотя переключение классов в большинстве случаев является результатом перестройки одной хромосомы, в 10—20 % случаев (в зависимости от классов антител) происходят межхромосомные транслокации между гомологичными хромосомами, при которых перемешиваются участки генов тяжёлых цепей с разных аллелей.
Ремоделирование хроматина, доступность S-участков для аппарата транскрипции и AID, а также сшивание ДНК после внесения разрывов в S-участки находятся под контролем суперэнхансера, известного как 3'-регуляторный участок (3'-RR). В некоторых случаях 3'-RR может сам становиться мишенью AID, и в него вносятся двуцепочечные разрывы, что в итоге приводит к делеции локуса тяжёлой цепи. Этот процесс известен как суицидная рекомбинация локуса (англ. locus suicide recombination, LSR).
Как правило, переключение — необратимый процесс, так как ненужные гены C-доменов удаляются в процессе переключения, однако из этого правила известны единичные исключения.

## Регуляция
Важнейшую роль в регуляции переключения классов антител играют цитокины, которые секретируют T-хелперы и регуляторные T-клетки. В таблицах ниже представлены сведения о том, как различные цитокины влияют на переключение синтеза определённых классов антител у человека и у мыши, а также указаны T-клетки, которые выделяют эти цитокины.
| T-клетки | Цитокины | Классы антител | Классы антител | Классы антител | Классы антител | Классы антител | Классы антител |
| T-клетки | Цитокины | IgG1           | IgG2a          | IgG2b          | IgG3           | IgG4           | IgE            |
| -------- | -------- | -------------- | -------------- | -------------- | -------------- | -------------- | -------------- |
| Th2      | IL-4     | ↑              | ↓              | ↓              | ↓              | ↓              | ↑              |
| Th2      | IL-5     |                |                |                |                | ↑              |                |
| Th1      | IFNγ     | ↓              | ↑              | ↓              | ↑              | ↓              | ↓              |
| Treg     | TGFβ     |                |                | ↑              | ↓              | ↑              |                |
| Treg     | IL-10    |                |                |                | ↑              |                |                |

| T-клетки | Цитокины | Классы антител | Классы антител | Классы антител | Классы антител | Классы антител | Классы антител |
| T-клетки | Цитокины | IgG1           | IgG2           | IgG3           | IgG4           | IgA            | IgE            |
| -------- | -------- | -------------- | -------------- | -------------- | -------------- | -------------- | -------------- |
| Th2      | IL-4     | ↑              |                | ↓              | ↑              |                | ↑              |
| Th2      | IL-5     |                |                |                |                | ↑              |                |
| Th1      | IFNγ     | ↓              |                | ↑              |                |                | ↓              |
| Treg     | TGFβ     |                |                | ↓              |                | ↑              |                |
| Treg     | IL-10    | ↑              |                | ↑              |                |                |                |